# Antoine François Tardieu

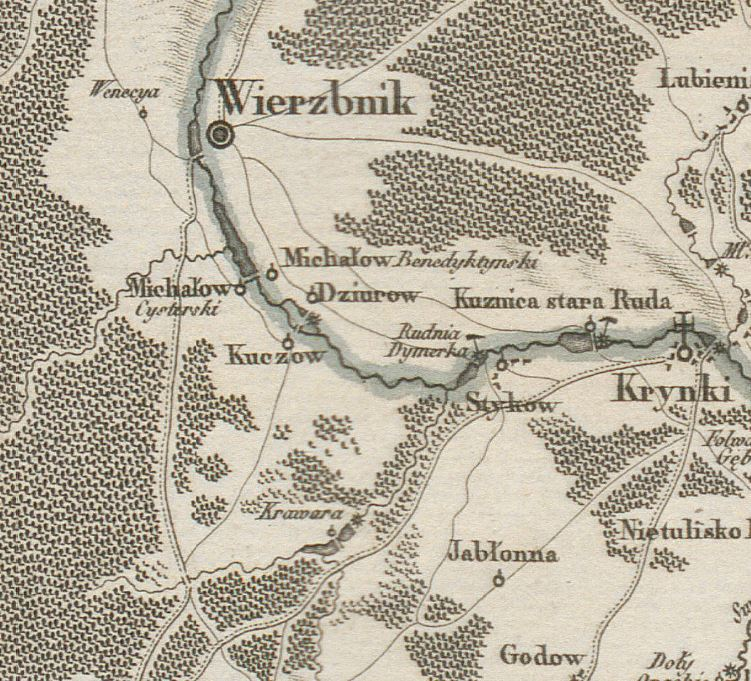
Landkarte um Wierzbnik (Grodków)

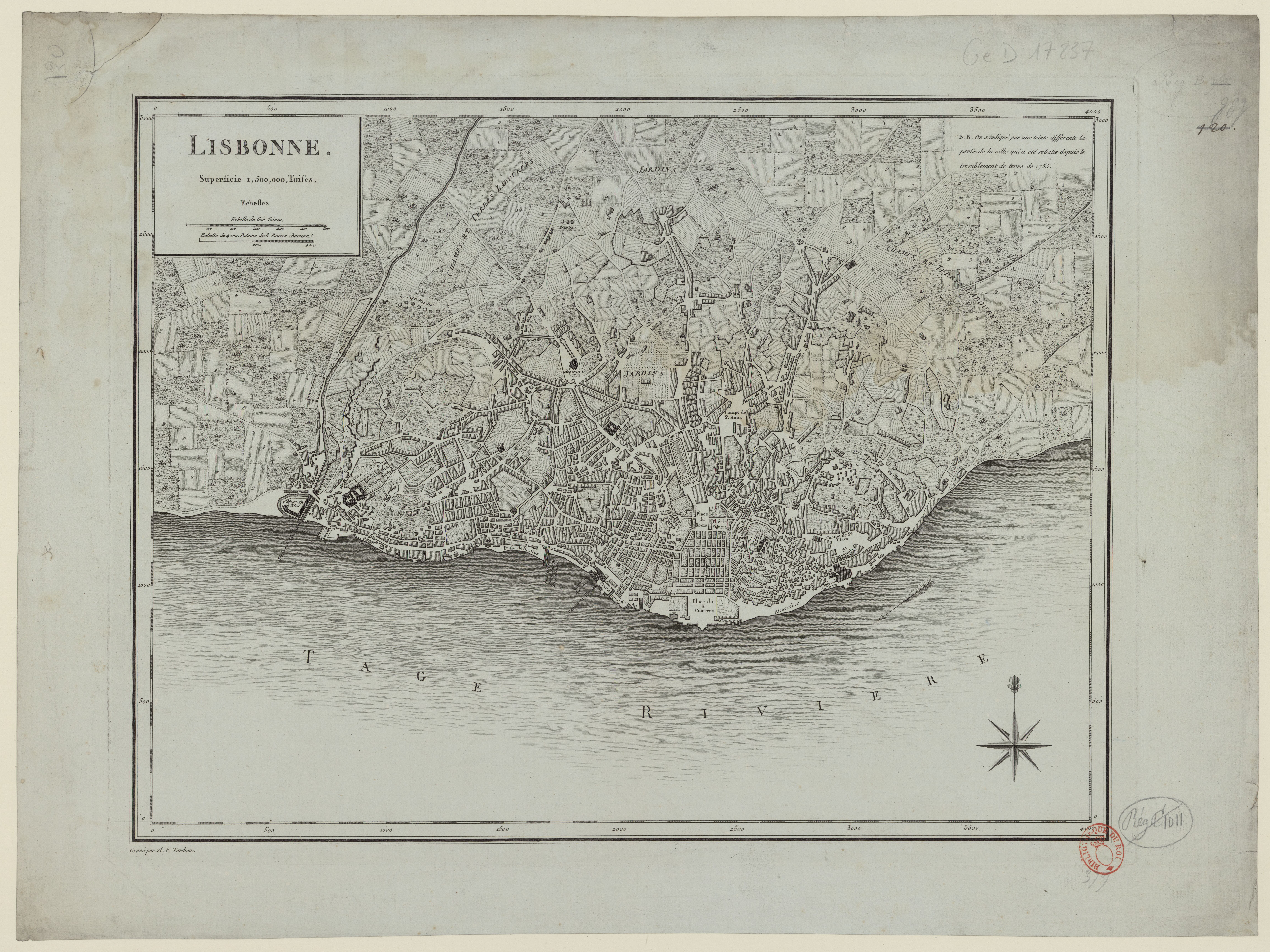
Karte von Lissabon

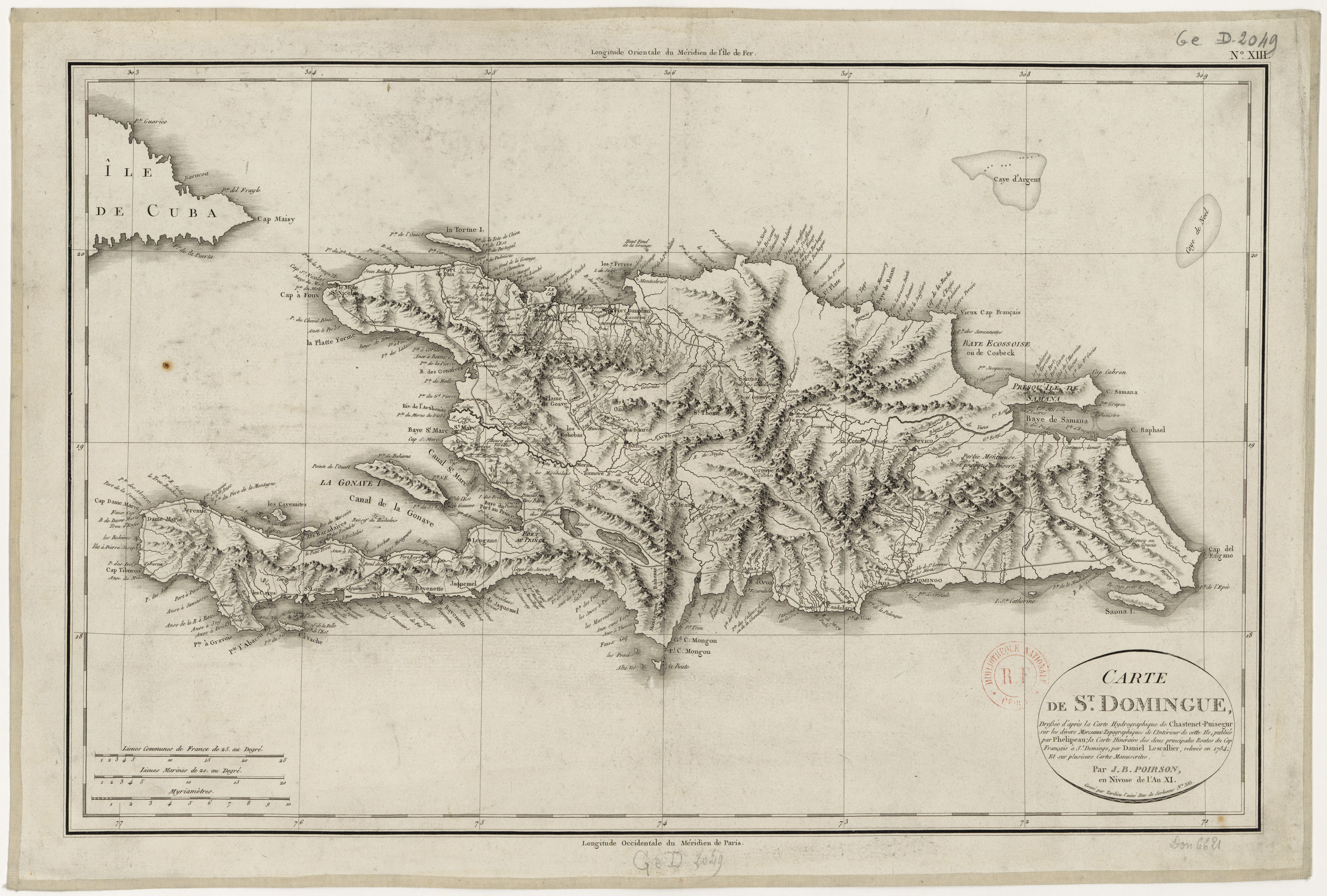
Karte von Haiti, 1803

Landkarte Mexikos, 1820

Antoine François Tardieu, genannt l’Estrapade, (* 17. Februar 1757 in Paris; † 14. Januar 1822 ebenda) war ein französischer Kupferstecher und Kartograph.

## Biographie
Über das Leben von Antoine François Tardieu ist nicht viel bekannt. In jungen Jahren signierte er seine Landkarten regelmäßig mit dem Kürzel A.-P.-F. und dem Adresszusatz Place de l’Estrapade im 5. Arrondissement von Paris, seinem Wohnort. Die Signatur leitete er von den Initialen seines Onkels und Taufpaten Pierre François Tardieu ab. Erst später benutzte er seinen eigenen Namen. Weiterhin ist ein Briefwechsel mit Thomas Jefferson, dem amerikanischen Präsidenten, bekannt. Diesem hatte Tardieu eine Landkarte des oberen Mississippi angefertigt.
Tardieu war Teil einer Dynastie von Kupferstechern, Illustratoren und Kartografen. Sein Bruder war Pierre Alexandre Tardieu. Seine Söhne Ambroise und Pierre waren ebenfalls in diesem Gewerbe tätig.

## Veröffentlichungen (Auszug)
Tardieu war Schöpfer ganzer Atlanten und steuerte bei vielen weiteren Veröffentlichungen zahlreiche Landkarten bei.

### Atlanten
- Voyage pittoresque de la Grèce, 1782, einzelne Blätter, Digitalisat
- Atlas universel de géographie physique et politique, ancienne et moderne, 1807, 8 Karten
- Atlas national de la France, 1808
- Atlas de commerce, 1822
- L’atlas de voyage de Péron aux terres australes
- Histoire des guerres Français en Italie

### Landkarten als Einzelwerke
- Die Hauptstädte Europas
- Landkarte des Palatinats Krakau (Płock, Lublin, Sandomierz)
- Große Karte der europäischen Türkei (6 Blätter)
- Landkarte des Harz